# Chionaema togoana
Chionaema togoana är en fjärilsart som beskrevs av Embrik Strand 1912. Chionaema togoana ingår i släktet Chionaema och familjen björnspinnare. Inga underarter finns listade i Catalogue of Life.